# Bréau
Pour les articles homonymes, voir Bréau (homonymie).
Bréau est une commune française située dans le département de Seine-et-Marne en région Île-de-France.

## Géographie

### Localisation
La commune est située à environ 18 kilomètres à l’est de Melun.

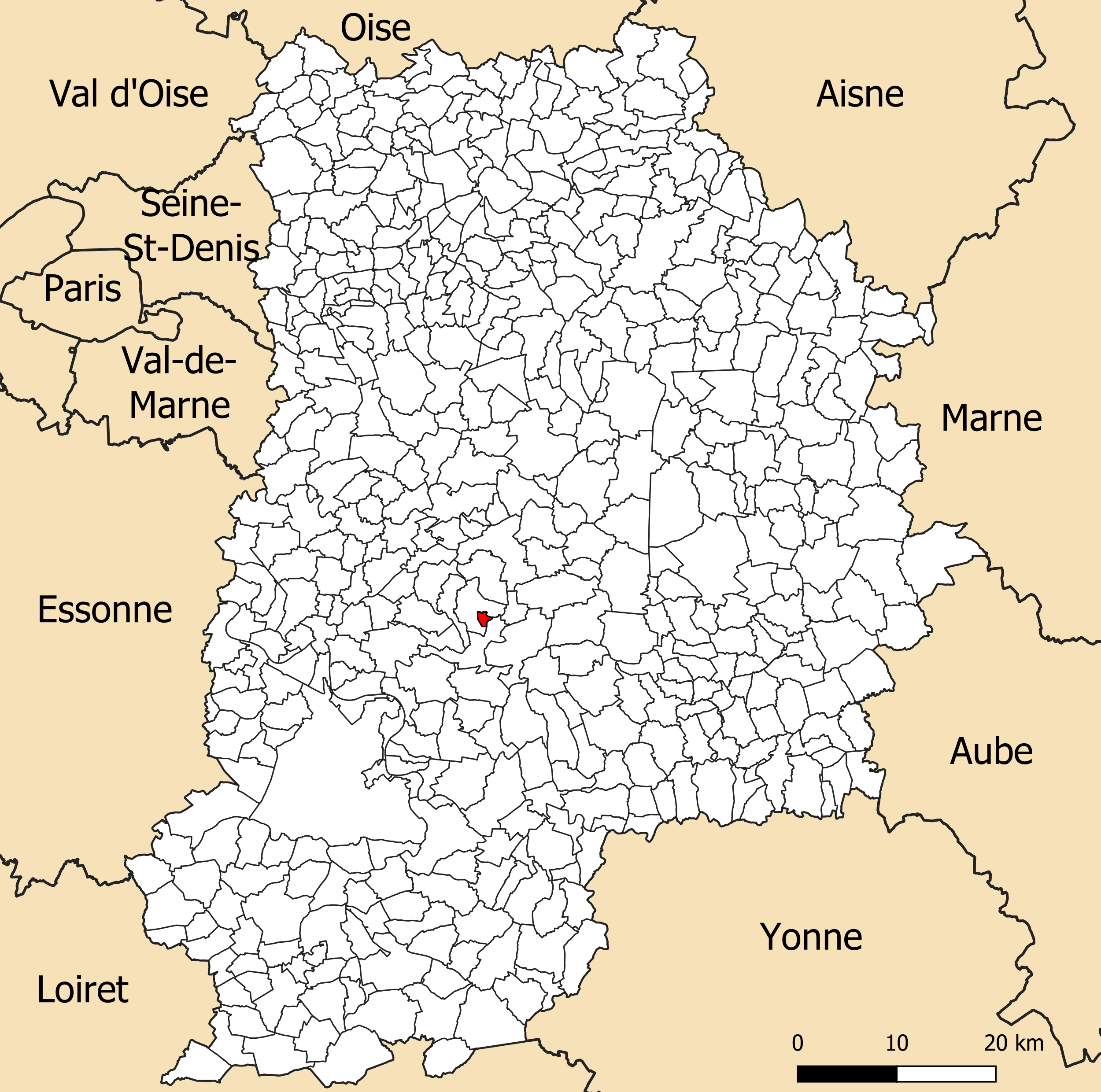
Localisation de la commune de Bréau dans le département de Seine-et-Marne.

### Communes limitrophes
| Bombon | Bombon | Bombon                      |
| Bombon | Bréau  | Bombon La Chapelle-Gauthier |
| Bombon | Bombon | La Chapelle-Gauthier        |

### Géologie et relief
L'altitude de la commune varie de 87 mètres à 113 mètres pour le point le plus haut, le centre du bourg se situant à environ 102 mètres d'altitude (mairie). Elle est classée en zone de sismicité 1, correspondant à une sismicité très faible.

### Hydrographie

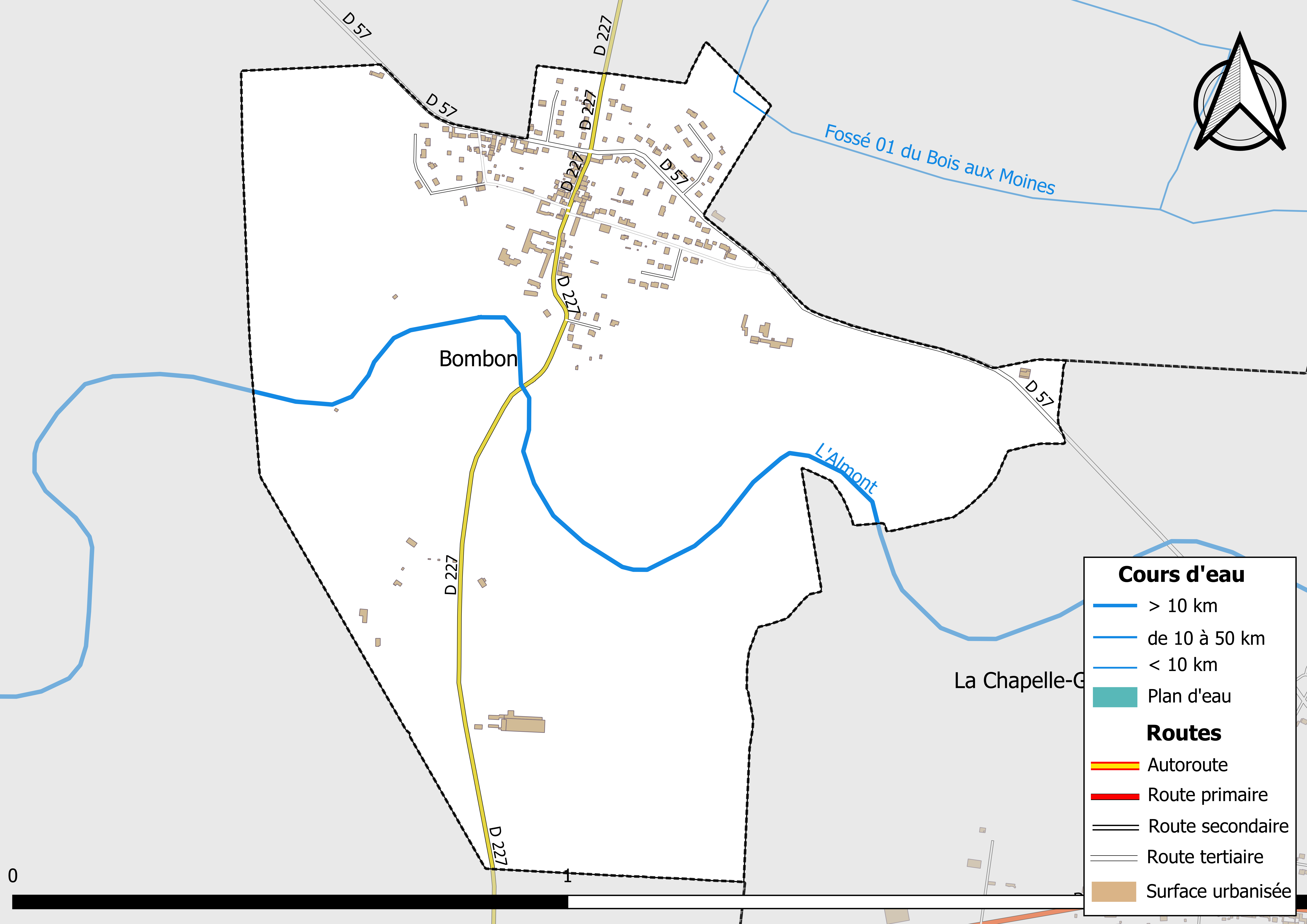
Carte des réseaux hydrographique et routier de Bréau.

Le réseau hydrographique de la commune se compose de deux cours d'eau référencés :
- la rivière l’Almont (ou ru d'Ancœur ou ru de Courtenain), longue de 42,15 km[3], affluent de la Seine en rive droite ;
- le fossé 01 du Bois aux Moines (cours d'eau naturel et chenal non navigable), 3,67 km[4].

La longueur totale des cours d'eau sur la commune est de 1,78 km.

### Climat
Pour des articles plus généraux, voir Climat de l'Île-de-France et Climat de Seine-et-Marne.
En 2010, le climat de la commune est de type climat océanique dégradé des plaines du Centre et du Nord, selon une étude du CNRS s'appuyant sur une série de données couvrant la période 1971-2000. En 2020, Météo-France publie une typologie des climats de la France métropolitaine dans laquelle la commune est exposée à un climat océanique altéré et est dans la région climatique Nord-est du bassin Parisien, caractérisée par un ensoleillement médiocre, une pluviométrie moyenne régulièrement répartie au cours de l’année et un hiver froid (3 °C).
Pour la période 1971-2000, la température annuelle moyenne est de 11,1 °C, avec une amplitude thermique annuelle de 15,4 °C. Le cumul annuel moyen de précipitations est de 738 mm, avec 11,5 jours de précipitations en janvier et 7,7 jours en juillet. Pour la période 1991-2020, la température moyenne annuelle observée sur la station météorologique la plus proche, située sur la commune de Grandpuits-Bailly-Carrois à 7 km à vol d'oiseau, est de 11,3 °C et le cumul annuel moyen de précipitations est de 704,0 mm,. Pour l'avenir, les paramètres climatiques de la commune estimés pour 2050 selon différents scénarios d'émission de gaz à effet de serre sont consultables sur un site dédié publié par Météo-France en novembre 2022.

### Milieux naturels et biodiversité
Aucun espace naturel présentant un intérêt patrimonial n'est recensé sur la commune dans l'inventaire national du patrimoine naturel,,.

## Urbanisme

### Typologie
Au 1er janvier 2024, Bréau est catégorisée commune rurale à habitat dispersé, selon la nouvelle grille communale de densité à sept niveaux définie par l'Insee en 2022.
Elle est située hors unité urbaine. Par ailleurs la commune fait partie de l'aire d'attraction de Paris, dont elle est une commune de la couronne,. Cette aire regroupe 1 929 communes,.

### Lieux-dits et écarts
La commune compte 33 lieux-dits administratifs répertoriés consultables ici (source : le fichier Fantoir).

### Occupation des sols
L'occupation des sols de la commune, telle qu'elle ressort de la base de données européenne d’occupation biophysique des sols Corine Land Cover (CLC), est marquée par l'importance des territoires agricoles (59,3 % en 2018), une proportion identique à celle de 1990 (59,3 %). La répartition détaillée en 2018 est la suivante : 
zones agricoles hétérogènes (37,6% ), terres arables (21,7% ), forêts (21% ), zones urbanisées (19,7 %).
Parallèlement, L'Institut Paris Région, agence d'urbanisme de la région Île-de-France, a mis en place un inventaire numérique de l'occupation du sol de l'Île-de-France, dénommé le MOS (Mode d'occupation du sol), actualisé régulièrement depuis sa première édition en 1982. Réalisé à partir de photos aériennes, le Mos distingue les espaces naturels, agricoles et forestiers mais aussi les espaces urbains (habitat, infrastructures, équipements, activités économiques, etc.) selon une classification pouvant aller jusqu'à 81 postes, différente de celle de Corine Land Cover,,. L'Institut met également à disposition des outils permettant de visualiser par photo aérienne l'évolution de l'occupation des sols de la commune entre 1949 et 2018.

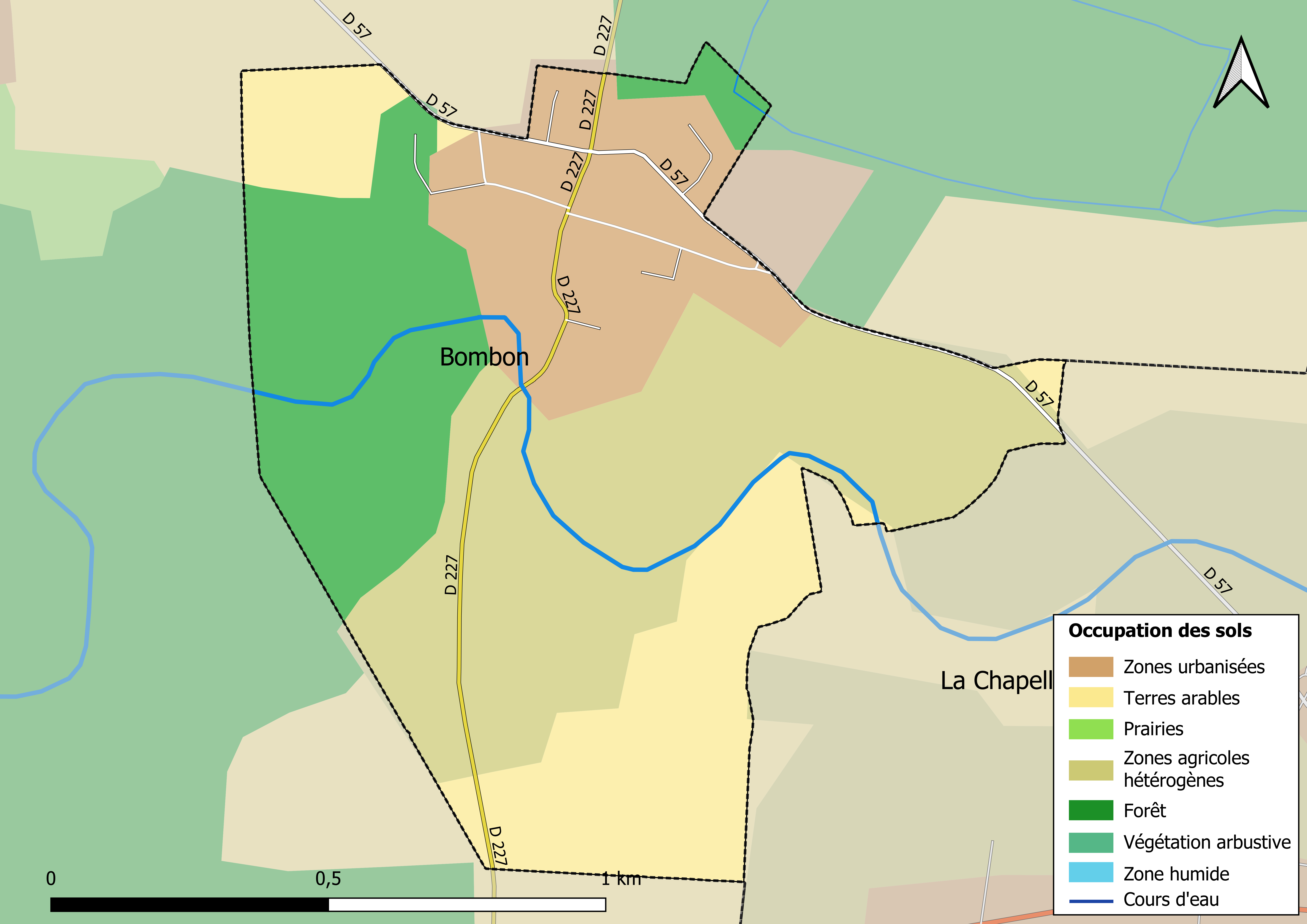
Carte des infrastructures et de l'occupation des sols en 2018 (CLC) de la commune.
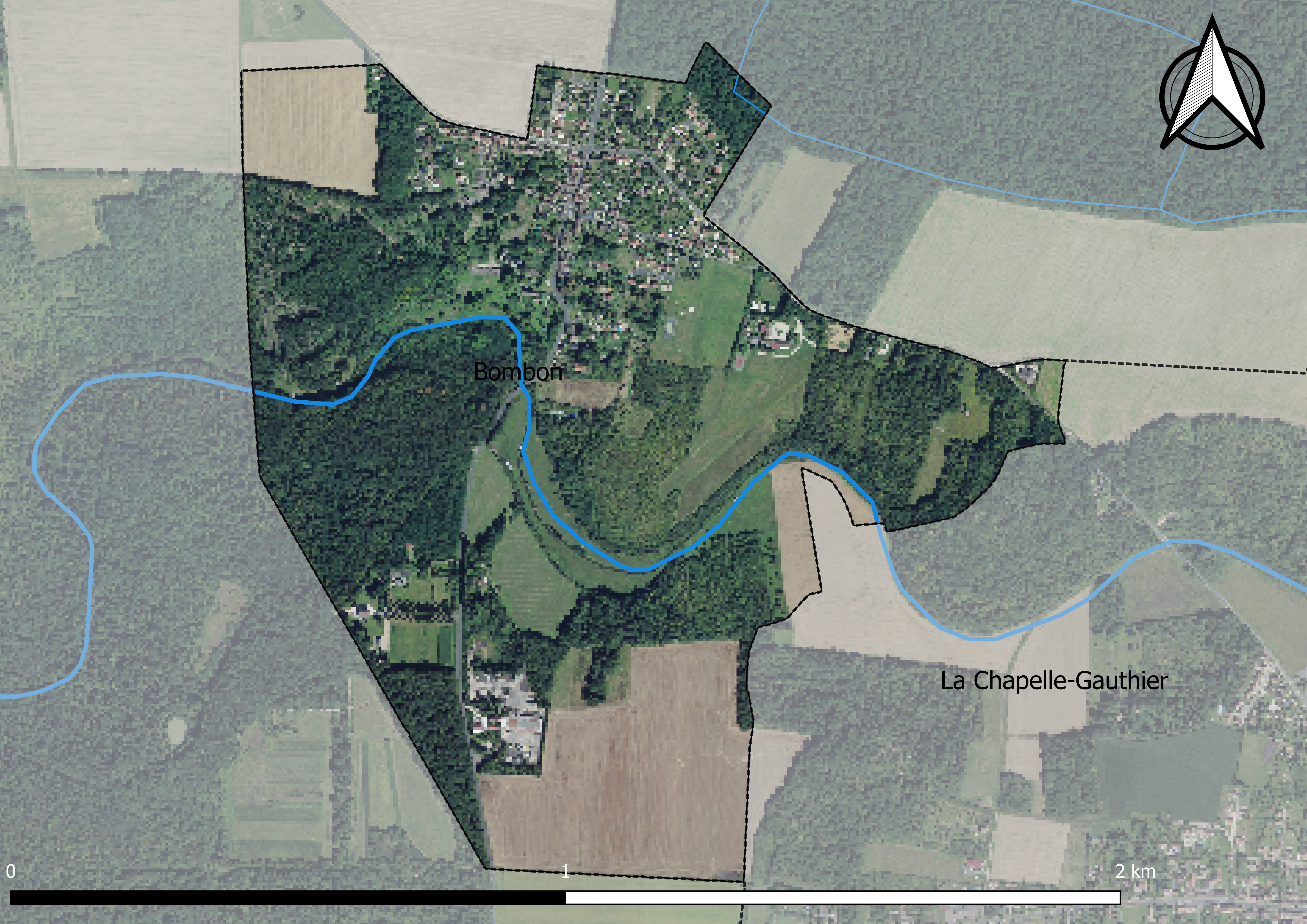
Carte orhophotogrammétrique de la commune.

### Planification
La commune disposait en 2019 d'un plan local d'urbanisme approuvé. Le zonage réglementaire et le règlement associé peuvent être consultés sur le géoportail de l'urbanisme.

### Logement
En 2016, le nombre total de logements dans la commune était de 140 dont 99,2 % de maisons.
Parmi ces logements, 88,6 % étaient des résidences principales, 4,3 % des résidences secondaires et 7,1 % des logements vacants.
La part des ménages fiscaux propriétaires de leur résidence principale s'élevait à 94,4 % contre 1,6 % de locataires et 4 % logés gratuitement.

## Toponymie
Broilium vers 1142.
Dérivé du mot gaulois brogi, le mot bas-latin brogilus a le sens de « petit bois enclos ».

## Histoire
En 1309 Antoine Ribaud et sa femme Madeleine Boucher fondent le couvent de Saint-François (couvent des religieux pénitents du tiers-ordre de Saint-François).
En décembre 1642 la seigneurie de Bréau-en-Brie est érigée en baronnie en faveur de François de Verthamon, maître des requêtes.
En 1772, Bréau faisait partie de l'archidiaconé et doyenné de Melun, dépendant du diocèse de Sens. Le seigneur en était M. Geoffroy (de même que pour Bombon). Le village comptait 40 feux (190 habitants en 1841) et dépendait de Melun pour le bailli et le grenier à sel.
L'ancien château a été reconstruit au début du XIXe siècle. Madame Garreau, son propriétaire en 1841, y fit faire des aménagements importants et s'occupa également d'apporter des améliorations à la commune notamment en en faisant arranger les chemins. Elle possédait aussi le moulin à vent de Bizeau. Au début du XXe siècle, il appartient à la philanthrope Grace Whitney-Hoff

## Politique et administration

### Rattachements administratifs et électoraux
Bréau se trouve dans le département de Seine-et-Marne. Rattachée depuis la Révolution française à l'arrondissement de Melun, elle intègre le 1er janvier 2017 l'arrondissement de Provins afin de faire coïncider les limites d'arrondissement et celles des intercommunalités.
Pour l'élection des députés, elle fait partie depuis 2012 de la troisième circonscription de Seine-et-Marne.
Elle faisait partie depuis 1817 du canton de Mormant. Dans le cadre du redécoupage cantonal de 2014 en France, la commune intègre le canton de Nangis.

### Intercommunalité
La commune était membre de la communauté de communes de l'Yerres à l'Ancœur, créée fin 2005.
Celle-ci disparait le 31 décembre 2016 et la plupart de ses communes, dont Bréau, rejoignent le 1er janvier 2017 la communauté de communes de la Brie nangissienne.

### Liste des maires
| Période                                  | Période   | Identité             | Étiquette | Qualité              |
| ---------------------------------------- | --------- | -------------------- | --------- | -------------------- |
| Les données manquantes sont à compléter. |           |                      |           |                      |
| juin 1995                                | juin 2020 | Bernard Frisinghelli | DVG       | Mécanicien naviguant |
| juin 2020                                | En cours  | Alain Thibaud        |           |                      |

## Démographie
L'évolution du nombre d'habitants est connue à travers les recensements de la population effectués dans la commune depuis 1793. Pour les communes de moins de 10 000 habitants, une enquête de recensement portant sur toute la population est réalisée tous les cinq ans, les populations de référence des années intermédiaires étant quant à elles estimées par interpolation ou extrapolation. Pour la commune, le premier recensement exhaustif entrant dans le cadre du nouveau dispositif a été réalisé en 2004.

En 2022, la commune comptait 371 habitants, en évolution de +16,67 % par rapport à 2016 (Seine-et-Marne : +3,92 %, France hors Mayotte : +2,11 %).
| 1793 | 1800 | 1806 | 1821 | 1831 | 1836 | 1841 | 1846 | 1851 |
| ---- | ---- | ---- | ---- | ---- | ---- | ---- | ---- | ---- |
| 172  | 195  | 169  | 168  | 208  | 212  | 221  | 205  | 225  |

| 1856 | 1861 | 1866 | 1872 | 1876 | 1881 | 1886 | 1891 | 1896 |
| ---- | ---- | ---- | ---- | ---- | ---- | ---- | ---- | ---- |
| 213  | 220  | 212  | 208  | 218  | 210  | 205  | 180  | 154  |

| 1901 | 1906 | 1911 | 1921 | 1926 | 1931 | 1936 | 1946 | 1954 |
| ---- | ---- | ---- | ---- | ---- | ---- | ---- | ---- | ---- |
| 154  | 145  | 126  | 117  | 117  | 114  | 116  | 135  | 148  |

| 1962 | 1968 | 1975 | 1982 | 1990 | 1999 | 2004 | 2006 | 2009 |
| ---- | ---- | ---- | ---- | ---- | ---- | ---- | ---- | ---- |
| 118  | 105  | 125  | 182  | 301  | 343  | 350  | 354  | 358  |

| 2014 | 2019 | 2022 | - | - | - | - | - | - |
| ---- | ---- | ---- | - | - | - | - | - | - |
| 329  | 345  | 371  | - | - | - | - | - | - |

## Économie

### Revenus de la population et fiscalité
En 2018, le nombre de ménages fiscaux de la commune était de 126, représentant 351 personnes et la  médiane du revenu disponible par unité de consommation  de 25 750 euros.

### Emploi
En 2018 , le nombre total d’emplois dans la zone était de 50, occupant 184 actifs  résidants.
Le taux d'activité de la population (actifs ayant un emploi) âgée de 15 à 64 ans s'élevait à 79,9 % contre un taux de chômage de 4,7 %. 
Les 15,4 % d’inactifs se répartissent de la façon suivante : 7,3 % d’étudiants et stagiaires non rémunérés, 3 % de retraités ou préretraités et 5,1 % pour les autres inactifs.

### Secteurs d'activité

#### Entreprises et commerces
En 2019, le nombre d’unités légales et d’établissements (activités marchandes hors agriculture) par secteur d'activité était de 15 dont 1 dans la construction, 5 dans le commerce de gros et de détail, transports, hébergement et restauration, 6 dans les activités spécialisées, scientifiques et techniques et activités de services administratifs et de soutien, 1 dans l’administration publique, enseignement, santé humaine et action sociale et 2  étaient relatifs aux autres activités de services.
En 2020, 2 entreprises individuelles ont été créées sur le territoire de la commune.
Au 1er janvier 2021, la commune ne disposait pas d’hôtel et de terrain de camping.

#### Agriculture
Bréau est dans la petite région agricole dénommée la « Brie humide » (ou Brie de Melun), une partie de la Brie à l'est de Melun. En 2010, aucune orientation technico-économique de l'agriculture ne se dégage sur la commune.
Si la productivité agricole de la Seine-et-Marne se situe dans le peloton de tête des départements français, le département enregistre un double phénomène de disparition des terres cultivables (près de 2 000 ha par an dans les années 1980, moins dans les années 2000) et de réduction d'environ 30 % du nombre d'agriculteurs dans les années 2010. Cette tendance se retrouve au niveau de la commune où le nombre d’exploitations est passé de 1 en 1988 à 0 en 2010.
Le tableau ci-dessous présente les principales caractéristiques des exploitations agricoles de Bréau, observées sur une période de 22 ans : 
|                                      | 1988 | 2000 | 2010 |
| ------------------------------------ | ---- | ---- | ---- |
| Dimension économique,                |      |      |      |
| Nombre d’exploitations (u)           | 1    | 0    | 0    |
| Travail (UTA)                        | 2    | 0    | 0    |
| Surface agricole utilisée (ha)       | 84   | 0    | 0    |
| Cultures                             |      |      |      |
| Terres labourables (ha)              | s    | 0    | 0    |
| Céréales (ha)                        | s    |      |      |
| dont blé tendre (ha)                 | s    |      |      |
| dont maïs-grain et maïs-semence (ha) | s    |      |      |
| Tournesol (ha)                       | s    |      |      |
| Colza et navette (ha)                | 0    |      |      |
| Élevage                              |      |      |      |
| Cheptel (UGBTA)                      | 0    | 0    |      |

## Culture locale et patrimoine

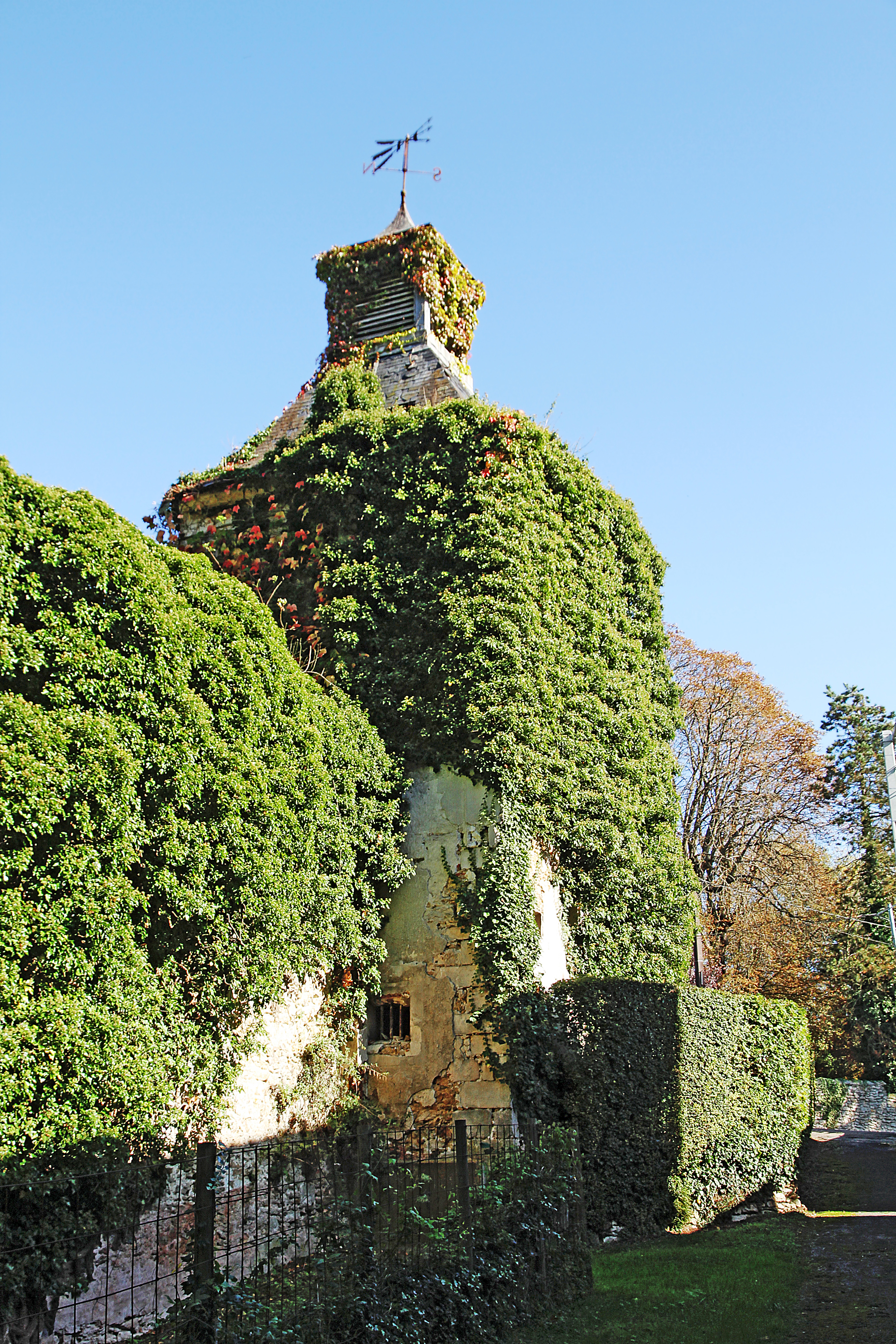
Porte de l'ancien château.

### Lieux et monuments
- Château de Bréau, XIXe siècle (en ruine).
- L'église Notre-Dame-de-la-Nativité,XIXe siècle ;
- Pont dit Napoléon sur le ru d'Ancœur.
- Ferme du Couvent.

### Personnalités liées à la commune
- Grace Whitney-Hoff (1862-1938), philanthrope américaine.